# Duchowieństwo

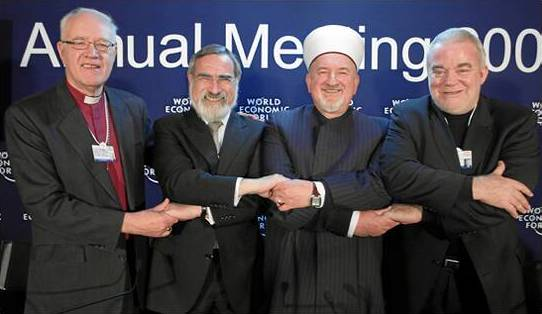
Duchowni różnych religii – biskup anglikański, rabin żydowski, imam muzułmański (po prawej osoba świecka)

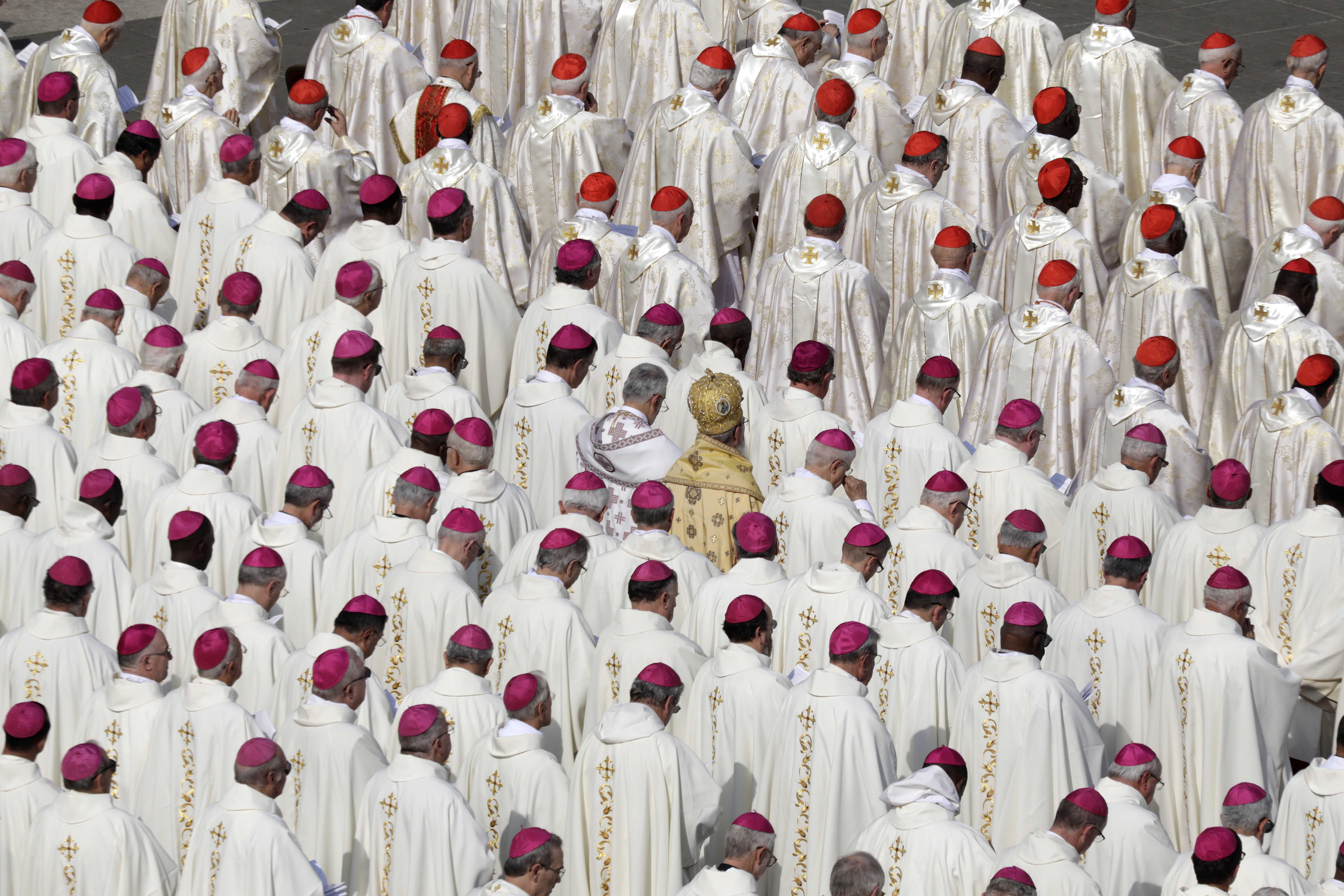
Duchowni katoliccy podczas kanonizacji Oscara Romero (2018)

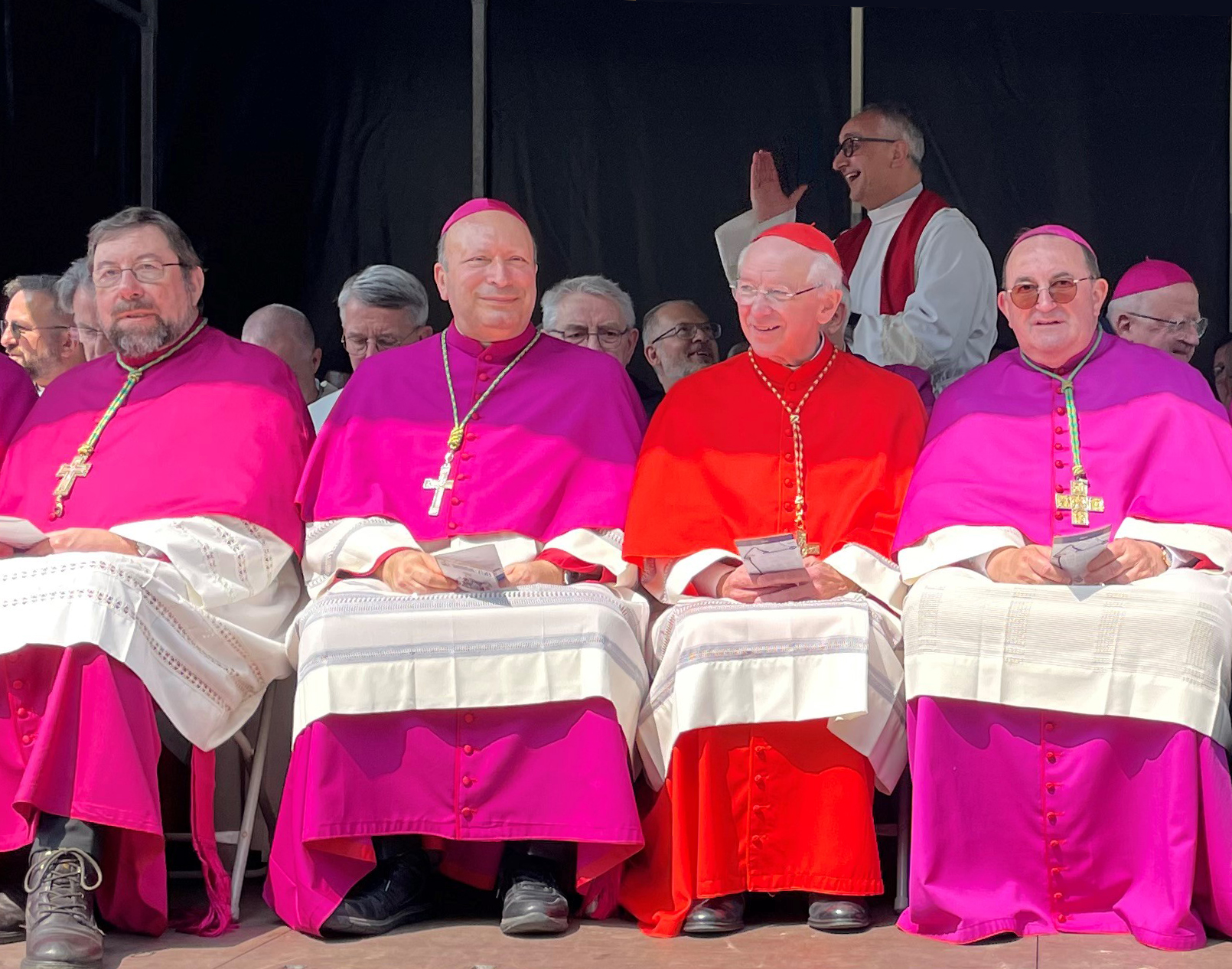
Grupa belgijskich biskupów katolickich

Duchowieństwo, inaczej kler (łac. Clerus, z gr. Kléros) – ogół duchownych danego Kościoła lub wspólnoty religijnej.
Pojęcie stanu duchownego powstało w prawie wyznaniowym, które zazwyczaj odróżnia duchowieństwo, czyli kler (gr. kléros „udział”), od wiernych, czyli laikatu (gr. laos „lud”).

## Kościół katolicki
W Kościele katolickim duchownym jest ten, który przyjął święcenia, czyli diakon, prezbiter i biskup. Zakonnicy oraz członkowie instytutów świeckich, którzy nie przyjęli święceń kapłańskich, określani są poprawnie jako osoby konsekrowane. Tak więc osoba zakonna może być osobą konsekrowaną nienależącą do stanu duchownego lub należeć do obu tych stanów jednocześnie.
Z tego punktu widzenia rozróżnia się duchowieństwo zakonne (łac.  clerici regulares – osoby duchowne, które złożyły równocześnie śluby zakonne) i duchowieństwo diecezjalne (inaczej: duchowieństwo świeckie; łac. clerici seculares – osoby duchowne, które nie złożyły ślubów zakonnych).
Od innych średniowiecznych stanów różnił się tym, że był zasilany wyłącznie przez osoby z innych stanów, a to ze względu na obowiązujący w Kościele rzymskokatolickim celibat.

## Historia w Polsce
Jako stan społeczny (a więc w innym sensie) duchowieństwo wyodrębniło się w Polsce w XIII wieku, kiedy arcybiskup Henryk Kietlicz uzyskał od książąt piastowskich przywileje: borzykowski (1210) i wolborski (1215), nadające immunitety sądowy i podatkowy dobrom kościelnym. Tym samym Kościół katolicki w Polsce wyodrębnił się spod władzy książąt, zwolniony z podatków na rzecz państwa i poddany wyłącznie własnym sądom kościelnym.
W średniowieczu duchowieństwo miało największy bezpośredni wpływ na ludność, a pośredni poprzez papieża i biskupów na króla. Przykładem może być pełnienie przez prymasa urzędu interrexa.